# St. Martin (zenész)
St. Martin (Hódmezővásárhely, 1965. január 9. –) zeneszerző, zenész, előadóművész, szaxofon- és pánsípművész. Huszonnégy önálló nagylemeze jelent meg.

## Eddigi út

### Tanulmányok
- 1971 – 1979 József Attila általános iskola, Hódmezővásárhely
- 1979 – 1983 Komócsin Zoltán Kereskedelmi és Vendéglátóipari Szakközépiskola- Hódmezővásárhely
- Tanulmányok a Liszt Ferenc Zeneművészeti Egyetem Jazz tanszakán
- Versenyszerű sport atlétikában rövid és hosszútávfutás, futball, tenisz napjainkig

### Pályakép
Tíz év trombita, majd basszusgitár, dob, tizennyolc évesen váltás szaxofonra. Játék különböző zenekarokban  – Névtelen Nulla, Első Emelet, Prognózis – itthon, külföldön, éjszakai lokálokban, világjáró luxushajókon. 
1994. St. Martin művésznévvel a szólókarrier kezdete Magyarországon. 1994-ben debütálás Malajziában is, világsiker a Sax for Lovers, Power Jazz (1995), Love on Earth (1996) lemezekkel. St. Martin a világ hét legjobb szaxofonosa között: Candy Dulfer, Tom Scott, Warren Hill, Nelson Rangell, Eric Marienthal, Kenny G, – majd Portugália, Japán, Svájc, Franciaország, USA, Új-Zéland, és a németországi Borkum sziget.  
Évente jelennek meg albumai, 24 hanghordozójával a hazai instrumentális zenei élet elsőszámú előadója. 
Koncertjeinek különleges helyszíneket választ: Aggteleki Baradla Cseppkőbarlang, Esztergomi vár, Gyulai Vár, a Szabadkígyósi Wenckheim kastély tornya, dómok, templomok, kápolnák, arborétumok, koncerttermek, víziszínpadok. 
Zenés színdarabok zeneszerzője és zenei rendezője, több reklámfilm szignáljának írója, „Hiányzol” című balladája a Magyar Televízió Csellengők című műsorának kísérőzenéje. 
2006-ban felkérésre elkészíti a Magyar Vízilabda válogatott hivatalos bevonuló zenéjét a „Csillagok, nézz fel!”, amely megjelenik az „Égi Vár” című lemezén. 
St. Martin nemcsak muzsikájával, hanem fotóival, verseivel és olajfestményeivel is kifejezi azt a belső világot, ami dallamaiban is testet ölt. 
Nevéhez fűződik három verseskötet, egy fotóalbum és számtalan fotókiállítás saját képeiből. Olajfestményeivel először 2013-ban mutatkozott be.  
2012 óta szervezője és mentora a kiállításokkal egybekötött, évenként megrendezésre kerülő „St.Martin – Nemzetközi Művésztelepnek”. 
Kiemelkedő zenei pályafutása, valamint széles körű kreatív és jótékonysági tevékenysége elismeréseként 2014-ben a magyar állam által adományozható legmagasabb, A MAGYAR ÉRDEMREND LOVAGKERESZTJE kitüntetésben részesült.

## Díjak

### Zenei Díjak
- GYÉMÁNT különdíj 100 000 db eladott hanghordozó 1994-2000
- PLATINALEMEZ 50 000 db eladott hanghordozó St.Martin 1996-97
- PLATINA különdíj 1997.
- ARANYLEMEZ 25 000 db eladott hanghordozó St. Martin 1996-97
- Juventus ARANYLEMEZ 25 000 db eladott hanghordozó
- ARANYLEMEZ 25 000 db eladott hanghordozó St. Martin 1
- ARANYLEMEZ 20 000 db eladott hanghordozó Utazás 2003
- ARANYLEMEZ 20 000 db eladott hanghordozó Románc 1999
- ARANYLEMEZ 15 000 db eladott hanghordozó A legszebb szerelmes dalok 2001
- ARANYLEMEZ különdíj Égi Vár 2006
- ARANYLEMEZ különdíj Mediterrán Éjszakák 2008
- ARANYLEMEZ különdíj FÖLD SZÉLÉN, KÖZÉPEN 2010

- 2004. eMeRTon Díj – Az év hangszeres szólistája
- 2005. Orvosprofesszorok egyöntetűleg okiratba foglalják: „Művészetével a lelkek gyógyítója St. Martin.”
- 2010. Regionális Príma Díj
- 2010. Aranyharang Díj – Szeretet Díj
- 2012. Aphelandra Díj
- 2014. A Magyar Érdemrend Lovagkeresztje

### Fotóművészeti díjak
- 2017 XIV. TIT Év Fotója Szentmártoni Imre, St.Martin (Budapest) Garlands

Nemzetközi Pályázat zsűrijének döntése alapján
- „2nd Circular Exhibition of Photography NSAPK CIRCUIT 2017"

fotópályázatra a nemzetközi zsűri beválogatta
Aleksinacban Monochrome kategóriában
Szentmártoni Imre – St.Martin – John című alkotását / Kína – Lijiang
Kotorban Color kategóriában 
Szentmártoni Imre – St.Martin – Light és Row című alkotását / Svájc – Saas Fee 
- 3. BAWS International Salon 2017 India / FIAP 247/2017

- 18. Nemzetközi Fotószalon 2017. Nagyszeben, Sibiu, Románia „Years” című fotó RIBBON AAFR díjas „Tooth fairy” című fotó kiállítása

### Diszkográfia
- 1994 St. Martin
- 1994 St. Martin 1
- 1995 Power Jazz
- 1995 Sax for lovers
- 1995 St. Martin
- 1996 Love on Earth
- 1996 St. Martin 1995-97
- 1997 Románc
- 1999 Románc 99
- 2000 A jövő zenéje
- 2000 Utazás
- 1999-2000 Tovább Utazás
- 2001 A legszebb szerelmes dalok
- 2002 Ajándék
- 2003 Szerenád
- 2003 Utazás
- 2004 Érintés
- 2006 Égi Vár
- 2008 Mediterrán Éjszakák
- 2009 Lelkek Érintése dvd
- 2010 FÖLD SZÉLÉN, KÖZÉPEN
- 2011 St. Martin megint. HÚSZ
- 2013 St. Martin & Syrinx
- 2015 Budapest Royal
- 2016 Modern Nosztalgia
- 2017 Best of St.Martin új dalokkal

### Videók, DVD
1994
- St. Martin Emlék MM-nek (In Memoriam MM)

1995-97
- St. Martin Fantom az Operaházban (Phantom of the opera)
- St. Martin Hiányzol (I Miss You)
- St. Martin Cseppkövek  (Dripstones)

1999
- St. Martin Rómeó és Júlia (Romeo and Juliet)
- St. Martin Égi leszállópálya (Road to heaven Heavenly Runway)

2001
- St. Martin Strogoff

2002
- St. Martin Ha úgy érzed ünnep (Festive occassion)
- St. Martin Az állomás neve Föld (Station called earth)
- St. Martin A szerelem himnusza (The anthem of love)

2006
- St. Martin Nem tudom a szemem levenni rólad (Can't take my eyes off you)
- St. Martin Csillagok, nézz fel! (Stars...)
- St. Martin Örök titok (Forever Secret)

2008
- St. Martin Romeo

2009
- St. Martin 15. jubileumi koncert

### Könyvek
- 1992. Rocklegendák
- 2003. St. Martin Fotók
- 2005. Egy csepp emberség
- 2006. Az Én Hazám
- 2012. Így főznek a hírességek
- http://stmartin.hu/download/igyfozneka.pdf Archiválva 2015. szeptember 25-i dátummal a Wayback Machine-ben
- 2013. Hírességek süteményei
- 2017. Képes spirituálé

### Versek
- http://www.stmartin.hu/Versek Archiválva 2015. szeptember 25-i dátummal a Wayback Machine-ben

### St.Martin Nemzetközi Művésztelep
- 2013 Rudabánya
- 2014 Rudabánya
- 2015 Sajószentpéter
- 2016 Szabadkígyós, Verbó
- 2017 Szabadkígyós, Szombathely – Herény, Rudabánya

### Olajfestmény kiállítások
- 2012. február 7. Sopron Pannon Hotel első önálló kiállítás
- 2016. november 9. Budapest E-Galéria, Falk Miksa u. 8.

HARMONIZÁLT VILÁG című kiállítás a St. Martin Nemzetközi Művészteleppel közösen Ásványi Ékszerek Festmények Ölelésében

### Galéria
- https://www.stmartin.hu/Galeria Archiválva 2022. június 21-i dátummal a Wayback Machine-ben
- www.stmartin.hu
- www.stmartin.hu/facebook Archiválva 2016. március 10-i dátummal a Wayback Machine-ben
- Szentmártoni Norman/facebook
- Első Magyar Fehér Asztal Lovagrend
- Magyar Speciális Művészeti Műhely Egyesület
- St. Martin borrend lovag
- http://www.borrend.hu/istvan_nador_borlovagrend